# Backtracks
Backtracks é um box da banda de hard rock australiana AC/DC. Foi anunciado em 29 de setembro de 2009 e lançado em 10 de novembro de 2009. Esta é uma coletânea com raridades gravadas em estúdio e ao vivo da banda, juntas em uma caixa. Há duas edições; uma Deluxe Edition e uma Standard Edition. Todas as faixas foram remasterizadas e muitas canções aparecem em CD pela primeira vez.
A Deluxe Edition inclui três CDs, dois DVDs, um LP, um livro capa dura de 164 páginas e várias reproduções colecionáveis de mercadorias da banda, tudo isso dentro de uma caixa em forma de amplificador de guitarra de 1 watt. Um CD inclui faixas raras de gravações em estúdio, inclusive lados B e de lançamentos realizados apenas na Austrália, enquanto que os outros dois CDs documentam faixas de gravações ao vivo, que apareceram em singles ao longo dos anos. Está também incluída a Parte três da série de DVD Family Jewels e toda a apresentação de "Live at the Circus Krone" (2003), em Munique, Alemanha, em DVD.
A Standard Edition inclui dois CDs e um DVD. O CD 1 contém raridades gravadas em estúdio, enquanto que o CD 2 contém as raridades ao vivo. O DVD é o Family Jewels Disc Three. Foi lançada no mesmo dia da Deluxe Edition.

## Conteúdo
Amplificador de guitarra
A caixa externa (30x30x10cm) é desenhada para se parecer com um antigo amplificador de guitarra do AC/DC e também tem o logotipo original, que foi pintado com spray atrás das caixas acústicas de Angus e Malcolm Young em 1975. A “cabeça” do amplificador tem um puxador que levanta a tampa revelando o conteúdo alojado no interior. A "cabeça" é também um amplificador de guitarra de 1 watt e é considerado uma peça única de colecionador. Apenas 50.000 dessas versões deluxe estão disponíveis exclusivamente através do acdcbacktracks.com.
Livro de 164 páginas
164 páginas de fotos raras e inéditas abrangendo o período de 1974 a 2009, mais novas cópias em tamanho integral de releases originais, itinerários de turnês, livros de turnês, selos usados em testes, anúncios, propaganda e muito mais. A verdadeira história da banda vista por dentro. As fotos raras incluem imagens inéditas da banda gravando no estúdio Albert Music, na King Street, em Sydney, Austrália, com os produtores Harry Vanda e George Young, em 1977. Há também fotos inéditas de cenas ao vivo tiradas por todo o mundo.
Reproduções originais da memorabilia
A memorabilia inclui: a primeira peça de propaganda para o AC/DC; um button medindo cinco centímetros de diâmetro, com uma foto antiga de Angus e os dizeres "I Do It For AC/DC"; Também faz parte desta um autocolante, novamente uma peça antiga de propaganda do AC/DC, com o desenho do boné de escola de Angus com o logotipo do AC/DC. Há um flyer da turnê "Lock Up Your Daughters", um controle de faixas do estúdio King Street para as multifaixas em "Dirty Deeds Done Dirt Cheap", uma tatuagem temporária de Bon Scott, uma nota de 100 dólares "Moneytalks", uma palheta de guitarra do AC/DC, um conjunto de três litografias de 20 por 25 centímetros e um poster de 60 por 90 centímetros, da turnê europeia de 1977, "Let There Be Rock".
| Críticas profissionais                                                      | Críticas profissionais |
| Avaliações da crítica                                                       | Avaliações da crítica  |
| Fonte                                                                       | Avaliação              |
| --------------------------------------------------------------------------- | ---------------------- |
| Allmusic                                                                    | [ 5 ]                  |
| BLARE Magazine                                                              | [ 6 ]                  |
| Esta tabela precisa de ser acompanhada por texto em prosa. Consulte o guia. |                        |

## Faixas
CD 1 - Raridades de estúdio
Raridades de estúdio reúne as raridades musicais gravadas em estúdio por AC/DC, muitas canções são inéditas em CD. São todas as canções que a banda gravou durante sua carreira que constam apenas de releases de LP australianos, de trilhas sonoras de longas-metragens, releases de singles de 7" e 12" e CDs chamados "tour editions" (edições de turnês), etc. Doze das dezoito faixas são completamente inéditas e foram remasterizadas para igualar a excepcional qualidade de som do resto do catálogo de reedições AC/DC da Columbia. As outras seis faixas são originais dos clássicos do AC/DC antes disponíveis apenas nos álbuns originais australianos.
Disco 1
| N.º | Título                                                                    | Letras                      | Música                | Lançamento original                         | Duração |  |
| 1.  | "High Voltage (release australiano)*"                                     | Young, Young, Scott         | Young, Young, Scott   | T.N.T. (1975)                               | 4:18    |  |
| 2.  | "Stick Around"                                                            | Young, Young, Scott         | Young, Young, Scott   | High Voltage (1975)                         |         |  |
| 3.  | "Love Song"                                                               | Young, Young, Scott         | Young, Young, Scott   | High Voltage (1975)                         | 5:15    |  |
| 4.  | "It's a Long Way to the Top (release australiano)*"                       | Young, Young, Scott         | Young, Young, Scott   | T.N.T. (1975)                               | 5:16    |  |
| 5.  | "Rocker (release australiano)*"                                           | Young, Young, Scott         | Young, Young, Scott   | T.N.T. (1975)                               | 2:55    |  |
| 6.  | "Fling Thing"                                                             | Young, Young                | Young, Young          | Jailbreak (1976)                            | 2:00    |  |
| 7.  | "Dirty Deeds Done Dirt Cheap (release australiano)*"                      | Young, Young, Scott         | Young, Young, Scott   | Dirty Deeds Done Dirt Cheap (1976)          | 4:11    |  |
| 8.  | "Ain't No Fun (Waitin' Round to Be a Millionaire) (release australiano)*" | Young, Young, Scott         | Young, Young, Scott   | Dirty Deeds Done Dirt Cheap (1976)          | 7:30    |  |
| 9.  | "R.I.P. (Rock in Peace)"                                                  | Young, Young, Scott         | Young, Young, Scott   | Dirty Deeds Done Dirt Cheap (1976)          | 3:35    |  |
| 10. | "Carry Me Home"                                                           | Young, Young, Scott         | Young, Young, Scott   | Dog Eat Dog (1977)                          | 3:58    |  |
| 11. | "Crabsody in Blue"                                                        | Young, Young, Scott         | Young, Young, Scott   | Let There Be Rock (1977)                    | 4:43    |  |
| 12. | "Cold Hearted Man"                                                        | Young, Young, Scott         | Young, Young, Scott   | Powerage (1978)                             | 3:35    |  |
| 13. | "Who Made Who (12" extended mix)*"                                        | Young, Young, Brian Johnson | Young, Young, Johnson | Who Made Who (1986)                         | 4:50    |  |
| 14. | "Snake Eye"                                                               | Young, Young, Johnson       | Young, Young, Johnson | Heatseeker (1988)                           | 3:16    |  |
| 15. | "Borrowed Time"                                                           | Young, Young, Johnson       | Young, Young, Johnson | That's the Way I Wanna Rock 'n' Roll (1988) | 3:45    |  |
| 16. | "Down on the Borderline"                                                  | Young, Young, Johnson       | Young, Young, Johnson | Moneytalks (1990)                           | 4:15    |  |
| 17. | "Big Gun"                                                                 | Young, Young                | Young, Young          | Last Action Hero (1993)                     | 4:20    |  |
| 18. | "Cyberspace"                                                              | Young, Young                | Young, Young          | Stiff Upper Lip (2001)                      | 2:58    |  |

(*) Faixas disponíveis apenas na versão deluxe
CDs 2 e 3 - Raridades ao vivo
O CD 2 e o 3 têm uma coleção de todas as raridades ao vivo da banda, incluindo singles, CD promos, compilações e outras curiosidades. Todas as canções foram remasterizadas a partir das fontes originais.
Disco 2
| N.º | Título                                                                     | Letras                | Música                | Lançamento original                | Duração |  |
| 1.  | "Dirty Deeds Done Dirt Cheap (Ao vivo em Sydney, 30 jan. 1977)"            | Young, Young, Scott   | Young, Young, Scott   | Long Live the Evolution (1977)     | 5:02    |  |
| 2.  | "Dog Eat Dog (Ao vivo em Glasgow, 30 abr. 1978)"                           | Young, Young, Scott   | Young, Young, Scott   | Whole Lotta Rosie (1978)           | 4:30    |  |
| 3.  | "Live Wire (Ao vivo em Londres, 2 nov. 1979)"                              | Young, Young, Scott   | Young, Young, Scott   | Touch Too Much (1980)              | 5:05    |  |
| 4.  | "Shot Down in Flames (Ao vivo em Londres, 2 nov. 1979)"                    | Young, Young, Scott   | Young, Young, Scott   | Touch Too Much (1980)              | 3:39    |  |
| 5.  | "Back in Black (Ao vivo em Landover, Maryland, 20 dez. 1981)"              | Young, Young, Johnson | Young, Young, Johnson | Let's Get It Up (1982)             | 4:21    |  |
| 6.  | "T.N.T. (Ao vivo em Landover, MD, 20 dez. 1981)"                           | Young, Young, Scott   | Young, Young, Scott   | Let's Get It Up (1982)             | 3:58    |  |
| 7.  | "Let There Be Rock (Ao vivo em Landover, MD, 20 dez. 1981)"                | Young, Young, Scott   | Young, Young, Scott   | For Those About to Rock (1982)     | 7:30    |  |
| 8.  | "Guns for Hire (Ao vivo em Detroit, Michigan, 17 nov. 1983)"               | Young, Young, Johnson | Young, Young, Johnson | Flick of the Switch (1983)         | 5:21    |  |
| 9.  | "Sin City (Ao vivo em Detroit, MI, 17 nov. 1983)*"                         | Young, Young, Scott   | Young, Young, Scott   | Nervous Shakedown (1984)           | 5:30    |  |
| 10. | "Rock N Roll Ain't Noise Pollution (Ao vivo em Detroit, MI, 17 nov. 1983)" | Young, Young, Johnson | Young, Young, Johnson | Nervous Shakedown (1984)           | 4:15    |  |
| 11. | "This House Is On Fire (Ao vivo em Detroit, MI, 17 nov. 1983)"             | Young, Young, Johnson | Young, Young, Johnson | Nervous Shakedown (1984)           | 3:25    |  |
| 12. | "You Shook Me All Night Long (Ao vivo em Detroit, MI, 17 nov. 1983)"       | Young, Young, Johnson | Young, Young, Johnson | You Shook Me All Night Long (1986) | 3:30    |  |
| 13. | "Jailbreak (Ao vivo em Dallas, Texas, 12 out. 1985)"                       | Young, Young, Scott   | Young, Young, Scott   | Shake Your Foundations (1986)      | 13:22   |  |
| 14. | "Shoot to Thrill (Ao vivo em Donington, 17 ago. 1991)*"                    | Young, Young, Johnson | Young, Young, Johnson | Dirty Deeds Done Dirt Cheap (1992) | 5:30    |  |
| 15. | "Hell Ain't a Bad Place to Be (Ao vivo em Donington, 17 ago. 1991)*"       | Young, Young, Johnson | Young, Young, Johnson | Highway to Hell (1992)             | 4:37    |  |

(*) Faixas disponíveis apenas na versão deluxe
Disco 3
| N.º | Título                                                              | Letras                | Música                | Lançamento original                | Duração |  |
| 1.  | "High Voltage (Ao vivo em Donington, 17 ago. 1991)*"                | Young, Young, Scott   | Young, Young, Scott   | Highway to Hell (1992)             | 9:25    |  |
| 2.  | "Hells Bells (Ao vivo em Donington, 17 ago. 1991)*"                 | Young, Young, Johnson | Young, Young, Johnson | Highway to Hell (1992)             | 5:57    |  |
| 3.  | "Whole Lotta Rosie (Ao vivo em Donington, 17 ago. 1991)*"           | Young, Young, Scott   | Young, Young, Scott   | Hail Caesar (1995)                 | 4:45    |  |
| 4.  | "Dirty Deeds Done Dirt Cheap (Ao vivo em Donington, 17 ago. 1991)*" | Young, Young, Scott   | Young, Young, Scott   | Dirty Deeds Done Dirt Cheap (1992) | 5:00    |  |
| 5.  | "Highway to Hell (Ao vivo em Moscou, 28 set. 1991)"                 | Young, Young, Scott   | Young, Young, Scott   | 5 Titres Inedits En Concert (1993) | 4:00    |  |
| 6.  | "Back in Black (Ao vivo em Moscou, 28 set. 1991)*"                  | Young, Young, Johnson | Young, Young, Johnson | Big Gun (1993)                     | 4:10    |  |
| 7.  | "For Those About to Rock (Ao vivo em Moscou, 28 set. 1991)"         | Young, Young, Johnson | Young, Young, Johnson | Big Gun (1993)                     | 6:50    |  |
| 8.  | "Ballbreaker (Ao vivo em Madrid, 10 jul. 1996)*"                    | Young, Young          | Young, Young          | Stiff Upper Lip (2001)             | 4:40    |  |
| 9.  | "Hard as a Rock (Ao vivo em Madrid, 10 jul. 1996)*"                 | Young, Young          | Young, Young          | Stiff Upper Lip (2001)             | 4:50    |  |
| 10. | "Dog Eat Dog (Ao vivo em Madrid, 10 jul. 1996)*"                    | Young, Young, Scott   | Young, Young, Scott   | 3 Live Tracks (1996)               | 4:46    |  |
| 11. | "Hail Caesar (Ao vivo em Madrid, 10 jul. 1996)*"                    | Young, Young          | Young, Young          | 3 Live Tracks (1996)               | 5:25    |  |
| 12. | "Whole Lotta Rosie (Ao vivo em Madrid, 10 jul. 1996)*"              | Young, Young, Scott   | Young, Young, Scott   | Stiff Upper Lip (2001)             | 5:27    |  |
| 13. | "You Shook Me All Night Long (Ao vivo em Madrid, 10 jul. 1996)*"    | Young, Young, Johnson | Young, Young, Johnson | Private Parts (1997)               | 3:58    |  |
| 14. | "Safe in New York City (Ao vivo em Phoenix, Arizona, 13 set. 2000)" | Young, Young          | Young, Young          | Safe in New York City (2000)       | 3:55    |  |

(*) Faixas disponíveis apenas na versão deluxe
Family Jewels Disco 3 (DVD)
Este DVD recomeça do ponto em que o DVD duplo original Family Jewels parou (1991), Family Jewels Disc Three abre com Big Gun, a canção tema do longa-metragem Last Action Hero (O Último Grande Herói), que faz parte do CD 1 - Raridades de estúdio (Studio Rarities) pela primeira vez num álbum do AC/d.C.Também estão inclusos os três vídeos musicais do álbum Ballbreaker, três do Stiff Upper Lip e os videoclipes mais recentes de Rock 'n' Roll Train e Anything Goes do álbum Black Ice. Há também vários videoclipes das canções originais de Family Jewels,que na verdade, tiveram mais de um videoclipe promocional. Aqui estão as versões alternativas destes vídeos clássicos e estão em DVD pela primeira.
Disco 3
1. "Big Gun"
2. "Hard as a Rock"
3. "Hail Caesar"
4. "Cover You in Oil"
5. "Stiff Upper Lip"
6. "Satellite Blues"
7. "Safe in New York City"
8. "Rock 'n' Roll Train"
9. "Anything Goes"

Vídeos Bônus
1. "Jailbreak"
2. "It's a Long Way to the Top (If You Wanna Rock 'n' Roll)"
3. "Highway to Hell"
4. "You Shook Me All Night Long"
5. "Guns for Hire"
6. "Dirty Deeds Done Dirt Cheap (live)
7. "Highway to Hell" (live)

Extras de Bônus
1. "The Making of "Hard as a Rock"
2. "The Making of "Rock 'n' Roll Train"

"Live at the Circus Krone" 2003
2003 foi um ano marcante na carreira do AC/DC, que incluiu a sua entrada para o Rock and Roll Hall of Fame e a participação de uma mega-turnê na Europa junto com os Rolling Stones. Além disso, a banda fez muitas aparições públicas (incluindo o concerto SARS, em Toronto, quando tocou para um público de 200.000 pessoas). Houve também uma temporada de concertos em que o AC/DC voltou às suas origens e tocou em clubes e teatros onde os fãs se emocionaram com shows intimistas nos quais foram apresentadas algumas raridades que eles não tocavam há anos. Este DVD mostra a filmagem da apresentação da banda em 2003, no Circus Krone em Munique, Alemanha.
Live at the Circus Krone DVD
1. Introduction
2. "Hell Ain't a Bad Place to Be"
3. "Back in Black"
4. "Stiff Upper Lip"
5. "Shoot to Thrill
6. "Thunderstruck"
7. "Rock 'n' Roll Damnation"
8. "What's Next to the Moon"
9. "Hard as a Rock"
10. "Bad Boy Boogie"
11. "The Jack"
12. "If You Want Blood (You've Got It)"
13. "Hells Bells"
14. "Dirty Deeds Done Dirt Cheap"
15. "Rock 'n' Roll Ain't Noise Pollution"
16. "T.N.T."
17. "Let There Be Rock"
18. "Highway to Hell"
19. "For Those About to Rock (We Salute You)"
20. "Whole Lotta Rosie"

Raridades LP 180 Gram
As doze raridades únicas de estúdio do CD 1 apresentadas no disco de vinil 180 gram audiophile, foram masterizadas especificamente para LP.
Lado A
1. "Stick Around"
2. "Love Song"
3. "Fling Thing"
4. "R.I.P (Rock in Peace)"
5. "Carry Me Home"
6. "Crabsody in Blue"

Lado B
1. "Cold Hearted Man"
2. "Snake Eye"
3. "Borrowed Time"
4. "Down on the Borderline"
5. "Big Gun"
6. "Cyberspace"